# Valeri Gerasimov
Valeri Vasiljevitsj Gerasimov (Russisch: Валерий Васильевич Герасимов) (Kazan, 8 september 1955) is een Russische generaal en de huidige stafchef van de Russische strijdkrachten.
Daarnaast is hij plaatsvervangend minister van defensie en lid van de Russische veiligheidsraad. Op 11 januari 2023 werd hij door de Russische minister van defensie Sergej Sjojgoe benoemd tot opperbevelhebber van de Russische strijdkrachten in Oekraïne. Hij verving daarmee generaal Sergej Soerovikin die pas sinds drie maanden de opperbevelhebber van de operatie was en werd Gerasimov's rechterhand.

## Russische invasie van Oekraïne in 2022
Op zaterdagochtend 24 juni 2023 trokken er aan het einde van de ochtend troepen van de Wagnergroep richting Moskou. De reden hiervoor was volgens Jevgeni Prigozjin, eigenaar en leider van de Wagnergroep, het aanvallen van het Russische leger van kampementen van de Wagnergroep op de avond ervoor. Prigozjin beloofde wraak te zullen nemen op de leiders van het ministerie van Defensie, welke vooral gericht was tegen de Russische minister van Defensie Sergej Sjojgoe en Gerasimov. De opstand kwam ten einde toen 's avonds bekend werd gemaakt dat het Kremlin en Prigozjin via bemiddeling een overeenkomst hadden gesloten. 
Op 10 juli 2023 zijn zond de Russische tv beelden uit waarin Gerasimov bevelen uitvaardigde om Oekraïense raketlocaties aan te vallen. Door de aard van de discussie kon worden vastgesteld dat het beelden waren van na 24 juni 2023, het moment dat Gerasimov niet meer in het openbaar was gezien. Daarmee kwam een einde aan de speculaties dat president Poetin Gerasimov aan de kant had geschoven als onderdeel van de overeenkomst tussen het Kremlin en Jevgeni Prigozjin.

## Sancties
In februari 2022 werd Gerasimov toegevoegd aan de sanctielijst van de Europese Unie omdat hij "verantwoordelijk is voor het actief ondersteunen en uitvoeren van acties en beleid die de territoriale integriteit, soevereiniteit en onafhankelijkheid van Oekraïne ondermijnen en bedreigen, evenals de stabiliteit en veiligheid in Oekraïne".
Tegen Gerasimov werd op 25 juni 2024 een arrestatiebevel van het Internationaal strafhof uitgevaardigd wegens zijn rol bij aanvallen op burgerdoelen.

## Privé
Gerasimov is getrouwd en heeft één zoon.